# Adolf Bergé
Adolf Petrovitch Bergé (russe : Адольф Петрович Берже), ou Berger  né le 28 juin 1828 (10 juillet dans le calendrier grégorien) à Saint-Pétersbourg et mort le 31 janvier 1888 (12 février dans le calendrier grégorien) à Tbilissi est un historien orientaliste, spécialiste du Caucase, archéographe, et archéologue russe.  
Il a été président de la Commission archéologique du Caucase dans les années 1864-1886, et fonctionnaire de l'Empire russe (conseiller d'État véritable depuis 1868, conseiller secret en 1886). 

## Etudes et carrière

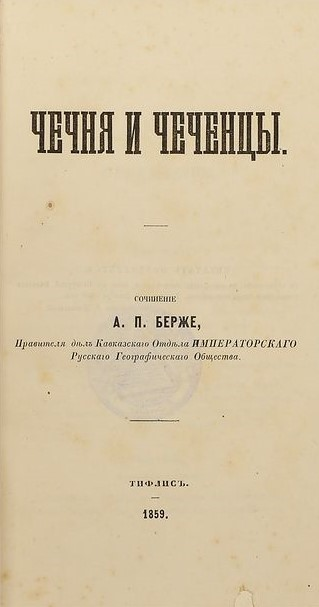
Page de titre du livre : " La Tchétchénie et les Tchétchènes", de A. Berger, dirigeant des affaires du Caucase. (Tiflis, 1859).

Né à Saint-Pétersbourg, Adolf Bergé a un père français et une mère allemande. De 1836 à 1838, il est élevé dans le pensionnat Tsapintine. Il poursuit ses études à l'école réformée, puis en 1838, à l'Institut des orphelins de Gatchina (ru), avec l'inspecteur Iegor Gouguel (ru), où il serait entré selon l'historien et journaliste russe Mikhaïl Semevski (ru) à la demande de l'épouse de l'ambassadeur de France, Prosper de Barante. 
Diplômé de l'institut en 1847, Adolf Bergé entre à la faculté orientale de l'Université impériale de Saint-Pétersbourg en 185, dont il sort candidat (ru) du cursus oriental,.
À la sortie de l'université, Adolf Bergé est envoyé « par la volonté de l'empereur Nicolas » dans le Caucase, à la chancellerie du gouverneur général, le prince Mikhaïl Vorontsov. En 1859, il est nommé attaché particulier du chef du gouvernement civil, le secrétaire d'État Alekseï Krusenstern (ru). À partir de 1868, il porte le titre conseiller d'État véritable.   
Adolf Bergé sert de 1851 à 1874 les gouverneurs suivants : Mikhaïl Vorontsov, déjà cité, Nikolaï Read (ru), Alexandre Bariatinsky, Nikolaï Mouraviev-Karsski et le grand-duc Michel Nikolaïevitch de Russie. Il est promu conseiller secret en 1886, l'année de sa mort.

## Activités scientifiques
En mai 1853, Adolf Bergé est envoyé depuis Tbilissi en Iran, pour des recherches qui lui font visiter les villes de Tabriz, Qazvin, Téhéran, Ispahan, Chiraz et Khoy. Il revint à Tbilissi en 1854 et, en 1855, repart pour un deuxième voyage. Il est délégué en 1871 au 25e anniversaire de la Société archéologique russe impériale et, en 1876, au 3e congrès des orientalistes à Saint-Pétersbourg,. 
Son activité scientifique la plus importante du scientifique la présidence de la Commission d'archéographie du Caucase. Il est nommé à ce poste en avril 1864 et l'occupe jusqu'à sa mort en 1886 qui interrompt subitement ses recherches scientifiques et littéraires. Il écrit dix jours avant celle-ci : « J'ai commencé le dernier volume (Actes de la Commission d'archéographie du Caucase, ainsi que mes souvenirs du Caucase et de Perse. Il y a beaucoup de travail à faire, mais je n'en ai pas peur »,.

## Œuvre
Les travaux d'Adolf Bergé sont principalement consacrés à l'histoire du Caucase et des peuples d'Orient. Les plus importants ont été publiés sous sa direction à Tbilissi entre 1866 et 1885. Dix volumes des Actes rassemblés par la Commission d'archéographie du Caucase (ru) sont parus au total entre 1863 et sa mort. Le 11e l'est  en 1886, le 12e en 1904,. 
Il a également publié La Tchétchénie et Tchétchènes (Tiflis, 1859), L'histoire du peuple adyguéen, compilée selon les légendes des Kabardiens de Chora-Bekmurzine-Nogmov (Tiflis, 1861), Le Caucase du point de vue archéologique (Tiflis, 1874), N. N. Mouraviev pendant son mandat de gouverneur du Caucase, 1854–1856 (publié dans Rousskaïa Starina en 1873), Revue ethnographique du Caucase (Saint-Pétersbourg, 1879), Le rattachement de la Géorgie à la Russie, 1799-1831 (dans Rousskaïa Starina en 1880) et de nombreux autres articles sur l’histoire du Caucase, publiés dans Rousskaïa Starina et dans le Calendrier caucasien (ru). 
Parmi ses œuvres sur l'histoire et les antiquités de l'Orient, les plus célèbres sont les Extraits d'un voyage en Perse de 1853 à 1854 (Tiflis, 1854), Jours fériés, jeûnes et jours remarquables pour les musulmans chiites en général et les Perses en particulier (dans le Calendrier caucasien en 1856) ; un Dictionnaire Persan-Français (Leipzig, 1868), et un recueil de la littérature poétique musulmane transcaucasienne, Die Sänger des XVIII et XIX Jahrhunderts in adserbeidshanischer Mundart (Leipzig, 1869).